# Moby Ale
Le Moby Ale est un ferry de la compagnie italienne Moby Lines. Construit entre 1968 et 1969 aux chantiers d'Aalborg au Danemark, il est le dernier d'une série de quatre navires jumeaux. Il navigue depuis 1996 sur les lignes intérieures italiennes entre le continent et l'Île-d'Elbe.

## Historique

### Service
Le Mikkel Mols est mis en service sur la liaison entre Ebeltoft à l'île de Zelande.
Dès 1975, le ferry est régulièrement désarmé ou bien affrété à d'autres compagnies notamment Viking Line sur la ligne Kapellskar-Mariehamn.
En 1980, le navire a été vendu aux îles Féroé et rebaptisé Teistin et mis en service sur les liaisons intérieures de l'archipel danois.
Durant l'été 1984 et 1985, le Teistin est de nouveau affrété par Viking Line pour la ligne Kapellskar-Mariehamn, durant cette période le navire est officieusement renommé Alandsfarjan. Après cet affrètement, le navire retourne desservir les Iles Féroé.
En novembre 1996, le Teistin est vendu à la compagnie italienne Moby Lines qui souhaite alors l'exploiter sur l'Île-d'Elbe. Rebaptisé Moby Ale, il entre en service à partir de l'été 1997 entre Piombino et Portoferraio. Le navire navigue ainsi durant plusieurs années, alternant la ligne entre Piombino et Portoferraio l'été et le désarmement à Gènes l'hiver.
En 2012, le Moby Ale n'est pas reconduit sur les lignes de l'île-d'Elbe, il reste donc désarmé toute l'année à Gènes.
En 2013, le navire reprend du service entre Piombino et Cavo en remplacement du Bastia. Entre le 7 juin et le 13 août, le navire assure la liaison entre Portoferraio et Piombino puis jusqu'au mois de septembre sur la ligne de Cavo. À la fin du mois de septembre le navire est désarmé comme à l'accoutumée à Gènes.
En 2014, le Moby Ale supplante le Bastia sur la ligne de Cavo qu'il assure désormais à plein temps. À partir de 2017, le navire revient desservir Portoferraio à la place du Moby Kiss, arrêté pour avarie. Le navire reste sur cette ligne pendant les saisons 2018 et 2019. Durant les saisons 2020 et 2021, le navire sert sur la ligne à destination de Cavo. Du 9 au 30 juillet 2022, le navire est affrété par Toremar pour remplacer l'Oglasa sur la ligne Piombino - Portoferraio.
En 2024, la Moby Lines transfère le ferry-rapide Bithia au sein de sa flotte ce dernier prend alors le nom de Moby Ale Due.
Le 6 octobre 2024, Le Moby Ale effectue son dernier voyage à Aliaga, afin d'être démoli.

## Caractéristiques
Le Moby Ale mesure 93 mètres de long pour 16 mètres de large et son tonnage est de 3 937 UMS. Le navire a une capacité 800 passagers et est pourvu d'un garage pouvant accueillir 135 véhicules. Le garage est accessible par deux portes rampes une située à l'avant, l'autre à l'arrière. La propulsion est assurée par quatre moteurs diesels B&W 1426-MTBF-40V Disel développant une puissance de 7 415 kW entraînant deux hélices à pas variable faisant filer le bâtiment à une vitesse de 18 nœuds.

## Lignes desservies
De sa mise en service à 1980, le Mikkel Mols effectuait toute l'année la liaison entre le continent Danois et Zélande.
Le navire effectue également la liaison entre Kapellskar et Mariehamn sous affrètement par Viking Line en 1979, 1984 et 1985.
Depuis son acquisition par la Moby Lines, le navire effectue des liaisons entre Piombino et Portoferraio ou Cavo en fonction des années.